# Marco Borciani
Marco Borciani (Desenzano del Garda, 7 dicembre 1975) è un pilota motociclistico e dirigente sportivo italiano ritirarosi dall'attività, due volte campione italiano Superbike: nel 2006 e 2007.

## Carriera
Le sue prime stagioni di corse risalgono al 1994 e al 1995, quando partecipa al campionato italiano Sport Production (prima 8º poi 4º), per poi passare al campionato GP 125 Honda senza comunque abbandonare il campionato SP. Nel 1997 debutta nel campionato Europeo della classe 125 ed un anno più tardi si gioca il titolo, dovendo però chiudere la stagione anticipatamente a causa di un infortunio alla mano a tre gare dalla fine.
Ha corso nel 1999 nel mondiale Supersport con una Honda CBR 600F conquistando un solo punto sul circuito del Nurburgring, per poi partecipare dal 2000 al 2007 al mondiale Superbike sempre con motociclette della Ducati (tranne la prima parte della stagione 2005, corsa con la Yamaha R1 del team DFX Treme Sterilgarda). Migliori risultati finali sono stati due decimi posti al termine delle stagioni 2003 e 2004.
Ha vinto due volte il Campionato Italiano Superbike con una Ducati 999 (stagioni 2006 e 2007), piazzandosi anche due volte secondo (2003 e 2004) e una volta terzo (2005). Ritiratosi dalle competizioni di livello mondiale nel 2007, continua a correre nel campionato italiano Superbike dove Ha chiuso il campionato 2008 all'ottavo posto ed ha terminato al quarto nella stagione 2009. Nel 2010, con una Ducati del team Pata Great Wall, chiude al sesto posto. Nel 2011 invece, disputando solo due gare, conquista sei punti ed il ventunesimo posto in classifica.
Dal 2005 fino al 2009 è stato manager di un suo team, il BRC Racing.

## Risultati in gara

### Motomondiale
| 1997 | Classe | Moto  |  |  |  |     |  |  |  |  |  |  |  |  |  |  |  | Punti | Pos. |
| ---- | ------ | ----- |  |  |  | --- |  |  |  |  |  |  |  |  |  |  |  | ----- | ---- |
| 1997 | 125    | Honda |  |  |  | Rit |  |  |  |  |  |  |  |  |  |  |  | 0     |      |

| Legenda | 1º posto        | 2º posto            | 3º posto            | A punti      | Senza punti        | Grassetto – Pole position Corsivo – Giro più veloce |
| Legenda | Gara non valida | Non qual./Non part. | Ritirato/Non class. | Squalificato | '-' Dato non disp. | Grassetto – Pole position Corsivo – Giro più veloce |

### Campionato mondiale Supersport
| 1999 | Moto  |    |    |  |    |    |    |     |    |    |     |    | Punti | Pos. |
| ---- | ----- | -- | -- |  | -- | -- | -- | --- | -- | -- | --- | -- | ----- | ---- |
| 1999 | Honda | NQ | NQ |  | 24 | 15 | NQ | Rit | NQ | NQ | Rit | 27 | 1     | 47º  |

| Legenda | 1º posto        | 2º posto            | 3º posto           | A punti      | Senza punti        | Grassetto – Pole position Corsivo – Giro più veloce |
| Legenda | Gara non valida | Non qual./Non part. | Ritirato/Non class | Squalificato | '-' Dato non disp. | Grassetto – Pole position Corsivo – Giro più veloce |

### Campionato mondiale Superbike
| 2000 | Moto   |    |    |    |    |    |    |    |    |    |     |    |    |    |    |  |  |     |     |    |    |     |     |    |    |    |     | Punti | Pos. |
| ---- | ------ | -- | -- | -- | -- | -- | -- | -- | -- | -- | --- | -- | -- | -- | -- |  |  | --- | --- | -- | -- | --- | --- | -- | -- | -- | --- | ----- | ---- |
| 2000 | Ducati | 20 | 16 | 16 | 16 | 19 | 19 | 20 | 19 | 21 | Rit | 17 | 18 | NP | NP |  |  | Rit | Rit | 22 | 14 | Rit | Rit | 19 | 15 | 21 | Rit | 3     | 46º  |

| 2001 | Moto   |    |    |    |     |     |    |    |    |    |     |     |     |    |     |    |     |    |    |    |    |     |     |    |    |     |    | Punti | Pos. |
| ---- | ------ | -- | -- | -- | --- | --- | -- | -- | -- | -- | --- | --- | --- | -- | --- | -- | --- | -- | -- | -- | -- | --- | --- | -- | -- | --- | -- | ----- | ---- |
| 2001 | Ducati | 13 | 11 | 15 | Rit | Rit | AN | 22 | 23 | 10 | Rit | Rit | Rit | 20 | Rit | 17 | Rit | 20 | 17 | 15 | 17 | Rit | Rit | 21 | 18 | Rit | 15 | 17    | 27º  |

| 2002 | Moto   |    |    |    |     |    |    |     |    |     |     |     |     |    |    |    |    |     |    |    |    |     |    |    |   |    |     | Punti | Pos. |
| ---- | ------ | -- | -- | -- | --- | -- | -- | --- | -- | --- | --- | --- | --- | -- | -- | -- | -- | --- | -- | -- | -- | --- | -- | -- | - | -- | --- | ----- | ---- |
| 2002 | Ducati | 16 | 12 | 11 | Rit | 10 | 13 | Rit | 17 | Rit | Rit | Rit | Rit | 12 | 12 | 11 | 10 | Rit | 18 | 16 | 15 | Rit | 11 | 11 | 9 | 16 | Rit | 55    | 15º  |

| 2003 | Moto   |   |    |   |    |    |    |   |   |   |   |    |    |    |    |    |   |     |    |     |    |    |    |     |    |  |  | Punti | Pos. |
| ---- | ------ | - | -- | - | -- | -- | -- | - | - | - | - | -- | -- | -- | -- | -- | - | --- | -- | --- | -- | -- | -- | --- | -- |  |  | ----- | ---- |
| 2003 | Ducati | 9 | 10 | 9 | 10 | 13 | 13 | 8 | 8 | 7 | 9 | 10 | 13 | 11 | 14 | 10 | 9 | Rit | 14 | Rit | 13 | 10 | 11 | Rit | 14 |  |  | 111   | 10º  |

| 2004 | Moto   |   |   |   |   |    |    |   |   |     |     |   |    |    |   |    |     |   |   |   |   |     |     |  |  |  |  | Punti | Pos. |
| ---- | ------ | - | - | - | - | -- | -- | - | - | --- | --- | - | -- | -- | - | -- | --- | - | - | - | - | --- | --- |  |  |  |  | ----- | ---- |
| 2004 | Ducati | 4 | 8 | 7 | 4 | 21 | 10 | 7 | 6 | Rit | Rit | 8 | 11 | 11 | 8 | 11 | Rit | 9 | 8 | 8 | 8 | Rit | Rit |  |  |  |  | 130   | 10º  |

| 2005 | Moto            |    |     |     |     |    |     |    |     |  |  |     |    |    |     |     |     |     |    |    |     |    |    |     |     |  |  | Punti | Pos. |
| ---- | --------------- | -- | --- | --- | --- | -- | --- | -- | --- |  |  | --- | -- | -- | --- | --- | --- | --- | -- | -- | --- | -- | -- | --- | --- |  |  | ----- | ---- |
| 2005 | Yamaha e Ducati | 12 | Rit | Rit | Rit | 18 | Rit | 12 | Rit |  |  | Rit | NP | 18 | Rit | Rit | Rit | Rit | NP | NC | Rit | 14 | AN | Rit | Rit |  |  | 10    | 27º  |

| 2006 | Moto   |   |    |     |     |    |    |     |    |    |    |     |     |    |     |     |     |     |     |     |    |     |     |  |  |  |  | Punti | Pos. |
| ---- | ------ | - | -- | --- | --- | -- | -- | --- | -- | -- | -- | --- | --- | -- | --- | --- | --- | --- | --- | --- | -- | --- | --- |  |  |  |  | ----- | ---- |
| 2006 | Ducati | 9 | 14 | Rit | Rit | 17 | 17 | Rit | 21 | NP | NP | Rit | Rit | 16 | Rit | Rit | Rit | Rit | Rit | Rit | NP | Rit | Rit |  |  |  |  | 9     | 25º  |

| 2007 | Moto   |  |  |  |  |  |  |  |  |  |  |    |     |  |  |    |     |  |  |  |  |  |  |    |    |  |  | Punti | Pos. |
| ---- | ------ |  |  |  |  |  |  |  |  |  |  | -- | --- |  |  | -- | --- |  |  |  |  |  |  | -- | -- |  |  | ----- | ---- |
| 2007 | Ducati |  |  |  |  |  |  |  |  |  |  | 13 | Rit |  |  | 11 | Rit |  |  |  |  |  |  | 12 | 18 |  |  | 12    | 20º  |

| Legenda | 1º posto        | 2º posto            | 3º posto           | A punti      | Senza punti        | Grassetto – Pole position Corsivo – Giro più veloce |
| Legenda | Gara non valida | Non qual./Non part. | Ritirato/Non class | Squalificato | '-' Dato non disp. | Grassetto – Pole position Corsivo – Giro più veloce |